# Salmon Arm
Salmon Arm er en by i den sydøstlige del af provinsen British Columbia i Canada med 17.706 (2016) indbyggere. Byen ligger ved søen Shuswap Lake og er en populær ferieby om sommeren.